# Gustaf Kossinna
Gustaf Kossinna (Tilsit, 1858. szeptember 28. – Berlin, 1931. december 20.) német filológus és régész, a Berlini Egyetem oktatója. Carl Schuchhardt mellett az őstörténeti kor egyik jelentős kutatója, a településrégészeti módszertan megteremtője. A náci hatalom több elméletét felhasználta saját ideológiájának kialakításakor.

## Élete
Apja gimnáziumi tanár, anyja mazuri-lengyel származású volt. Göttingenben, Lipcsében, Berlinben és Strasbourgban tanult. Karl Viktor Müllenhoff tanítványa volt. 1881-ben doktorált és a Hallei Egyetemi Könyvtárban dolgozott. 1886-tól a Berlini Egyetemi Könyvtár asszisztense. 1887–1892 között a Bonni Egyetemi Könyvtár, majd a Berlini Királyi Könyvtár munkatársa volt. Már 1900-ban megszerezte a professzori címet, de csak 1902-ben nevezték ki a Berlini Egyetemre.
A legismertebb német régészek közé tartozott, a német őstörténetet kutatta régészeti leletek alapján. A általa kidolgozott kutatási módszert településrégészetnek nevezte. Érdeklődésének középpontjában a germán törzsek eredete és elterjedése állt, számos publikációjában tudományos alapon bírálta a germánok kultúrájának alábecsülését.
1909-ben megalapította a Német Őstörténeti Társaságot (Deutsche Gesellschaft für Vorgeschichte), amely kiadta a  „Mannus“ folyóiratot. Ezen kívül tagja volt a Berliner Gesellschaft für Anthropologie, Ethnologie und Urgeschichte társaságnak és számos nacionalista és antiszemita csoportosulásnak.

## Művei
- 1905 Über verzierte Eisenlanzenspitzen als Kennzeichen der Germanen. Zeitschrift für Ethnologie 37, 369–407.
- 1908 Großgartacher und Rössener Stil. Zeitschrift für Ethnologie
- 1911 Die Herkunft der Germanen. Zur Methode der Siedlungsarchäologie. Mannus-Bibliothek 6. Würzburg
- 1912 Die deutsche Vorgeschichte, eine hervorragend nationale Wissenschaft Curt Kabitzsch Verlag. Leipzig
- 1913 Der Goldfund vom Messingwerk bei Eberswalde und die goldenen Kultgefäße der Germanen. Mannus-Bibliothek 12. Würzburg
- 1919 Die deutsche Ostmark, ein Heimatboden der Germanen. Berlin
- 1919 Das Weichselland. Ein uralter Heimatboden der Germanen. Danzig
- 1927 Altgermanische Kulturhöhe. Eine Einführung in die deutsche Vor- und Frühgeschichte. München
- 1932 Germanische Kultur im 1. Jahrtausend nach Christus. Leipzig
- 1935 Altgermanische Kulturhöhe. Eine Einführung in die deutsche Vor- und Frühgeschichte. Leipzig
- 1936 Ursprung und Verbreitung der Germanen in vor- und frühgeschichtlicher Zeit. Leipzig